# 里辰豪森
里辰豪森是德国图林根州的一个市镇。总面积7.45平方公里，总人口351人，其中男性180人，女性171人（2011年12月31日），人口密度47人/平方公里。